# Lista de primeiras-damas do estado de Rondônia
Esta é a lista que reúne as primeiras-damas do estado de Rondônia.
O termo é usado pelo cônjuge do(a) governador(a) de Rondônia quando este(a) está exercendo os plenos direitos do cargo. Em uma ocasião especial, o título pode ser aplicado a mulheres que não são esposas, quando o governador é solteiro ou viúvo. A atual primeira-dama é Luana Rocha, esposa do 11.º governador rondoniense Marcos Rocha.
| Nº | Nome                  | Imagem | Início do mandato    | Fim do mandato       | Governador(a)              | Notas e Referências |
| -- | --------------------- | ------ | -------------------- | -------------------- | -------------------------- | ------------------- |
| 1  | Aída Oliveira         |        | 4 de janeiro de 1982 | 10 de maio de 1985   | Jorge Teixeira de Oliveira | [ 1 ]               |
| 2  | Elisabeth Angelin     |        | 10 de maio de 1985   | 15 de março de 1987  | Ângelo Angelim             |                     |
| 3  | Palmira dos Santos    |        | 15 de março de 1987  | 15 de março de 1991  | Jerônimo Santana           |                     |
| 4  | Hélia Piana           |        | 15 de março de 1991  | 1 de janeiro de 1995 | Osvaldo Piana Filho        | [ 2 ]               |
| 5  | Marinha Raupp         |        | 1 de janeiro de 1995 | 1 de janeiro de 1999 | Valdir Raupp               | [ 3 ]               |
| 6  | Sandra Bianco         |        | 1 de janeiro de 1999 | 1 de janeiro de 2003 | José Bianco                |                     |
| 7  | Ivone Mezzomo Cassol  |        | 1 de janeiro de 2003 | 31 de março de 2010  | Ivo Cassol                 | [ 4 ]               |
| 8  | Marly Cahulla         |        | 31 de março de 2010  | 1 de janeiro de 2011 | João Cahulla               | [ 5 ]               |
| 9  | Maria Alice Moura     |        | 1 de janeiro de 2011 | 5 de abril de 2018   | Confúcio Moura             | [ 6 ]               |
| 10 | Ester Lacerda Pereira |        | 6 de abril de 2018   | 1 de janeiro de 2019 | Daniel Pereira             | [ 7 ]               |
| 11 | Luana Rocha           |        | 1 de janeiro de 2019 | até a atualidade     | Marcos Rocha               | [ 8 ]               |